# Бернсайд (Вісконсин)
Бернсайд (англ. Burnside) — місто (англ. town) в США, в окрузі Тремполо штату Вісконсин. Населення — 507 осіб (2020).

## Демографія
Згідно з переписом 2010 року, у місті мешкало 511 осіб у 194 домогосподарствах у складі 147 родин. Було 209 помешкань
Расовий склад населення:
| - 94,5 % — білих - 0,2 % — корінних американців - 4,5 % — осіб інших рас |

До двох чи більше рас належало 0,8 %. Частка іспаномовних становила 4,7 % від усіх жителів.
За віковим діапазоном населення розподілялося таким чином: 24,1 % — особи молодші 18 років, 63,2 % — особи у віці 18—64 років, 12,7 % — особи у віці 65 років та старші. Медіана віку мешканця становила 40,3 року. На 100 осіб жіночої статі у місті припадало 113,8 чоловіків;  на 100 жінок у віці від 18 років та старших — 119,2 чоловіків також старших 18 років.
Середній дохід на одне домашнє господарство  становив 71 933 долари США (медіана — 55 938), а середній дохід на одну сім'ю — 90 700 доларів (медіана — 83 125). Медіана доходів становила 42 857 доларів для чоловіків та 36 667 доларів для жінок. За межею бідності перебувало 12,3 % осіб, у тому числі 23,4 % дітей у віці до 18 років та 16,9 % осіб у віці 65 років та старших.
Цивільне працевлаштоване населення становило 246 осіб. Основні галузі зайнятості: виробництво — 28,0 %, сільське господарство, лісництво, риболовля — 25,6 %, освіта, охорона здоров'я та соціальна допомога — 17,5 %.